# Брюнтессон, Робин
Робин Брюнтессон (швед. Robin Bryntesson; род. 17 октября 1985 года, Соллефтео) — шведский лыжник, победитель этапа Кубка мира. Ярко выраженный специалист спринтерских гонок.
В Кубке мира Брюнтессон дебютировал 18 февраля 2004 года, в январе 2009 года одержал свою единственную победу на этапе Кубка мира, в командном спринте. Кроме этого на сегодняшний день имеет на своём счету 1 попадание в тройку лучших на этапах Кубка мира, так же в командном спринте, в личных гонках 4 раза попадал в десятку лучших. Лучшим достижением Брюнтессона в общем итоговом зачёте Кубка мира является 61-е место в сезоне 2007/08.
За свою карьеру на Олимпийских играх и чемпионатах мира пока не выступал. Был чемпионом мира среди юниоров и двукратным чемпионом мира среди молодёжи, становился призёром чемпионата Швеции.
Использует лыжи производства фирмы Fischer, ботинки и крепления Salomon.